# Organización municipal de la provincia de Salta
En la provincia de Salta en Argentina el régimen municipal es ejercido por gobiernos locales denominados municipios. Estas entidades abarcan territorios que son subdivisiones de los departamentos, extendiéndose por áreas urbanas y rurales para abarcar la totalidad del territorio provincial.

## Los municipios en la Constitución de la Nación Argentina
La organización municipal estuvo contemplada en la Constitución de la Nación Argentina desde su primera promulgación el 1 de mayo de 1853, expresando en su artículo 5 que cada provincia debía dictar una constitución que asegurara su régimen municipal. Sin embargo, no estaba claro si los municipios debían ser autónomos o autárquicos hasta la sentencia del 21 de marzo de 1989 de la Corte Suprema de Justicia de la Nación Argentina (Caso Rivademar), que interpretó que los municipios eran constitucionalmente autónomos.
Esta sentencia fue contemplada en la reforma de la Constitución de la Nación Argentina según el texto sancionado el 22 de agosto de 1994:

Art. 123. Cada provincia dicta su propia Constitución, conforme a lo dispuesto por el Art. 5 asegurando la autonomía municipal y reglando su alcance y contenido en el orden institucional, político, administrativo, económico y financiero.

## Los municipios en la Constitución de la Provincia de Salta

### Antecedentes
La Constitución de la Provincia de Salta sancionada el 9 de julio de 1855 establecía:

Art. 96. Habrá en cada departamento una Municipalidad compuesta de ocho miembros, y un síndico a lo mas, o de cuatro y un síndico a lo menos.

Art. 101. Una ley reglamentará el régimen Municipal.

La reforma constitucional sancionada el 29 de enero de 1875 estableció respecto del régimen municipal:

Art. 181. El territorio de la Provincia se dividirá en Distritos para su administración interior, que estará a cargo de Municipalidades cuyos miembros durarán dos años en sus funciones, renovándose en la forma establecida para los Diputados. Serán nombrados directamente por el pueblo del Distrito y podrán ser reelectos indefinidamente.

Art. 182. La Legislatura determinará las condiciones, la extensión y distribución del Régimen Municipal ajustándose en lo posible a las bases siguientes:

1º. Toda Municipalidad tendrá un departamento ejecutivo (...)

2º. El número de miembros de cada Municipalidad se fijará en la proporción siguiente:

7 en los Distritos de 2000 a 5000 habitantes.

11 en los Distritos de 5001 a 10000 habitantes.

15 en los Distritos de 10001 a 20000 habitantes.

19 en los Distritos de 20001 a 40000 habitantes.

23 en los Distritos de 40001 a 70000 habitantes.

27 en los Distritos de 70001 a 100000 habitantes.

y cuatro municipales por cada 30000 habitantes que exceda del número de cien mil.

Una nueva reforma constitucional ocurrió el 24 de noviembre de 1882 renumerando estos dos artículos citados en 178 y 179.
En la reforma constitucional de 28 de septiembre de 1888 se estableció:

Art. 175. El territorio de la Provincia se dividirá en Distritos para su administración interior, que estará a cargo de Municipalidades o Comisiones Municipales cuyos miembros durarán dos años en sus funciones, renovándose en la forma establecida para los Diputados. Serán nombrados directamente por el pueblo del Distrito las primeras y por el Poder Ejecutivo las segundas, y podrán ser reelectos indefinidamente.

Art. 176. La Legislatura determinará las condiciones, la extensión y distribución del Régimen Municipal.

Art. 177. Todo distrito que tenga un centro urbano de 5000 habitantes será administrado por una Municipalidad (...)

La reforma constitucional de 24 de noviembre de 1906 no cambió el contenido de los tres artículos citados, pero sí su numeración, que pasó a ser 173, 174 y 175.
La reforma constitucional de 1929 reformó el régimen municipal:

Art. 171. La Administración de los intereses y servicios locales estará a cargo de Municipios, que se dividirán en tres categorías: 1º Distritos de más de diez mil habitantes; 2º distritos de menos de diez mil y más de cinco mil habitantes; 3º Distritos de menos de cinco mil y más de quinientos habitantes. Los censos nacionales o provinciales, determinarán la categoría de cada municipio.

Art. 172. La delimitación territorial de los Distritos Municipales corresponde a la Legislatura.

Art. 175. Las Municipalidades de la primera y segunda categoría se compondrán de un Consejo Deliberante, y de un funcionario que se llamará Intendente Municipal.

Art. 176. El Consejo Deliberante de las municipalidades de la primera categoría, estará formado por nueve concejales elegidos directamente por el pueblo. El Intendente Municipal será nombrado y removido por el Poder Ejecutivo con acuerdo del senado.

Art. 177. El Concejo Deliberante de las municipalidades de la segunda categoría, estará compuesto de cinco miembros elegidos directamente por el pueblo, y un intendente nombrado y removido por el Poder Ejecutivo con acuerdo del Senado.

Art. 178. los Municipios de tercera categoría, estarán formados por Comisiones compuestas de tres a cinco miembros, de los cuales uno será designado por el poder ejecutivo, que desempeñará el cargo de Presidente, y los otros los elegirá directamente el pueblo, en la misma forma y condiciones de las otras categorías.
Se elegirán cuatro miembros en los municipios que tengan más de dos mil habitantes, y dos en aquellos que no alcancen a esa población.

En 1949 durante el Gobierno de Juan Domingo Perón fue reformada la Constitución Nacional, estableciendo en su cláusula transitoria n.º 5 que las legislaturas provinciales podían por única vez reformar directamente las constituciones provinciales, lo cual realizó la Legislatura de la Provincia de Salta sancionando el 1 de junio de 1949 una nueva reforma.

Art. 175. La administración de los intereses y servicios locales, con excepción de la ciudad Capital, estará a cargo de municipios que se dividirán en tres categorías:
Distritos de más de siete mil habitantes;
Distritos de menos de siete mil y más de cuatro mil habitantes;
Distritos de menos de cuatro mil y más de quinientos habitantes.

Art. 176. Cada municipalidad está compuesta por un Departamento Ejecutivo, desempeñado por un ciudadano con título de "Intendente", y un Departamento Deliberativo, desempeñado por ciudadanos con el título de "Concejal". Los integrantes de ambas ramas del poder municipal serán elegidos directamente por el pueblo, y la ley determinará el régimen de la representación de las minorías, debiendo coincidir su elección con los comicios provinciales y nacionales.

Art. 177. El Consejo Deliberante de las Municipalidades de primera categoría estará formado por nueve concejales; los de segunda por seis y los de tercera por tres.

El 16 de septiembre de 1955 fue derrocado el Gobierno de Perón por la autodenominada Revolución Libertadora, que mediante una proclama el 27 de abril
de 1956 derogó la reforma de la Constitución Nacional de 1949 y declaró vigentes las constituciones provinciales anteriores a esa reforma.
La reforma constitucional de 2 de junio de 1986 volvió a cambiar el régimen municipal, proclamando su autonomía:

Art. 164. NATURALEZA-LIMITES.
Todo centro poblacional permanente que cuente con el número mínimo de novecientos habitantes constituye un municipio encargado del gobierno y administración de sus intereses y servicios. Goza de autonomía política, administrativa y financiera.
La delimitación de la jurisdicción territorial de los municipios corresponde a la Legislatura. Toda modificación ulterior de estos límites se dispone por la ley de la Provincia, con previa consulta popular realizada en la forma que señale la ley.
Los Municipios pueden establecer delegaciones en las concentraciones poblacionales que no reúnan el mínimo de habitantes fijado para constituir una comuna.

Art. 165. GOBIERNO MUNICIPAL.
El Gobierno de los Municipios se compone de:

Un Departamento Ejecutivo a cargo de un Intendente que es elegido en forma directa y a simple mayoría de sufragios.

Un Concejo Deliberante cuya integración se establece sobre la siguiente base poblacional:

De 900 a 2.000 habitantes, 3 concejales

De 2.001 a 5.000 habitantes, 4 concejales

De 5.001 a 10.000 habitantes, 6 concejales

De 10.001 a 15.000 habitantes, 7 concejales

De 15.001 a 20.000 habitantes, 8 concejales

De 20.001 a 50.000 habitantes, 9 concejales

De 50.001 en adelante, 12 concejales

Más uno por cada 40.000 habitantes o fracción no inferior a 20.000 habitantes.

Cuando los Municipios superen los 500.000 habitantes, el número de miembros de los Concejos puede reajustarse por la Legislatura, aumentándose la base poblacional para su elección pero nunca disminuyéndola.

Los Concejales se eligen directamente por el sistema electoral de representación proporcional.

Art. 168. CARTAS MUNICIPALES. LEYES DE MUNICIPALIDADES.

Los Municipios de más de diez mil habitantes dictan su Carta Municipal (...) Es condición de eficacia de las Cartas Municipales y de sus reformas, su previa aprobación por ley de la Provincia, a los efectos de su compatibilización. La Legislatura debe expedirse en un plazo mínimo de ciento veinte días, transcurrido el cual sin que lo hiciera quedan automáticamente aprobadas.

Los municipios de diez mil habitantes o menos, se rigen por las disposiciones de la Ley de Municipalidades. Sin perjuicio de ello, a pedido de cada Municipio, se contemplan sus situaciones particulares por una ley especial que se dicte a tal efecto.

### Constitución vigente
La Constitución de la Provincia de Salta fue de nuevo reformada el 7 de abril de 1998, estableciendo:

Art. 8. DIVISIÓN TERRITORIAL E INTEGRACIÓN REGIONAL. El territorio de la Provincia se divide en departamentos y municipios (...)

Art. 170. NATURALEZA. LÍMITES. Esta Constitución reconoce al Municipio como una comunidad natural que, asentada sobre un territorio y unida por relaciones de vecindad y arraigo, tiende a la búsqueda del bien común local. Los Municipios gozan de autonomía política, económica, financiera y administrativa.
 Para constituir un nuevo Municipio se requiere una población permanente de mil quinientos (1.500) habitantes y una ley a tal efecto. Los Municipios existentes a la fecha de sanción de esta Constitución continúan revistiendo el carácter de tales.
 Las delimitaciones de la jurisdicción territorial de los municipios es facultad de la Legislatura, la que debe contemplar, además del ejido urbano, la extensión rural de cada Municipio. Previo a la delimitación, la Legislatura convoca a consulta popular en el Municipio, en la forma que reglamente la ley. Toda modificación ulterior de estos límites se realiza por el mismo procedimiento. Los Municipios pueden establecer Delegaciones Municipales.

Art. 171. GOBIERNO MUNICIPAL. El Gobierno de los Municipios se compone de:
 1) Un Departamento Ejecutivo a cargo de un Intendente que es elegido en forma directa y a simple mayoría de sufragios.
 2) Un Concejo Deliberante cuya integración se establece sobre la siguiente base poblacional:
 Hasta 5.000 habitantes: 3 concejales
 De 5.001 a 10.000 habitantes: 5 concejales
 De 10.001 a 20.000 habitantes: 7 concejales
 De 20.001 a 50.000 habitantes: 9 concejales
 De 50.001 en adelante: 11 concejales, más uno por cada 40.000 habitantes o fracción no inferior a 20.000 habitantes.
 Cuando los Municipios superen los 500.000 habitantes, el número de miembros de los Concejos puede reajustarse por la Legislatura, aumentándose la base poblacional para su elección pero nunca disminuyéndola. Los Concejales se eligen directamente por el sistema electoral de representación proporcional.

Art. 174. CARTAS MUNICIPALES. LEYES DE MUNICIPALIDADES. Los Municipios de más de diez mil (10.000) habitantes dictan su Carta Municipal (...)
 Es condición de eficacia de las Cartas Municipales y de sus reformas, su previa aprobación por ley de la Provincia, a los efectos de su compatibilización. La Legislatura debe expedirse en un plazo máximo de ciento veinte (120) días, transcurrido el cual sin que lo hiciera quedan automáticamente aprobadas. Los municipios de diez mil habitantes o menos, se rigen por las disposiciones de la Ley de Municipalidades. Sin perjuicio de ello, a pedido de cada Municipio, se contemplan sus situaciones particulares por una ley especial que se dicte a tal efecto.

### Alcance de la autonomía institucional
La Constitución de la Provincia de Salta establece que todos los municipios que superen los 10 000 habitantes pueden obtener la autonomía institucional mediante la sanción de una carta orgánica. La constitución establece que los municipios con carta orgánica deben tener un gobierno de elección popular compuesto por un departamento ejecutivo a cargo de un intendente, y de un concejo deliberante. Este último debe estar integrado por un número de concejales determinado por la constitución. Las cartas orgánicas y sus reformas deben ser aprobadas por ley de la Legislatura.

## LeyOrgánica de Municipalidadesn.º 1349 (derogada)
La ley Orgánica de Municipalidades n.º 1349 fue sancionada el 7 de febrero de 1933 y distribuyó los municipios de Salta en tres categorías hasta que fue derogada en 2018.

Art. 1. La administración de los intereses y servicios de los municipios de la Provincia, en la extensión urbana y rural que le acuerden las leyes de creación, estarán a cargo de Municipalidades y Comisiones Municipales, todo de conformidad a lo dispuesto por la Constitución Provincial y la presente Ley.

Art. 2. La delimitación territorial de los municipios y la determinación de categoría de las Municipalidades y Comisiones Municipales, se hará por Ley.

Art. 4. Habrá Municipalidades de primera categoría en los municipios cuya población sea de más de diez mil habitantes, y de segunda categoría, en los que la población exceda de cinco mil habitantes.

Art. 5. Las Municipalidades de primera y segunda categoría se compondrán de un Concejo Deliberante y de un funcionario que se llamará Intendente Municipal. El Concejo Deliberante de las Municipalidades de primera categoría estará formado por nueve concejales y el de las de segunda categoría por cinco.

Art. 32. Habrá Municipios de tercera categoría en los distritos cuya población sea de menos de cinco mil y más de quinientos habitantes, siempre que estén distribuidos en un radio no mayor de tres (3) kilómetros cuadrados, no exista otro centro urbano organizado como municipio dentro un radio de quince (15) kilómetros, posea una formación urbanística adecuada, desempeñen actos de significación económica y su importancia socio económica justifique el reconocimiento legal.

Art. 33. Los Municipios de tercera categoría se denominará Comisiones Municipales y estarán compuestas de tres a cinco miembros, de los cuales uno, que ejercerá las funciones de presidente, será nombrado y removido por el Poder Ejecutivo y los restantes los elegirá el pueblo en la misma forma y condiciones de las otras categorías.
 En los Municipios que tengan más de dos mil habitantes se elegirán cuatro miembros y en los que no alcancen aquella población, se elegirán dos miembros.

La ley Orgánica de Municipalidades no seguía a la constitución provincial al fijar el límite para la creación de un municipio en 500 habitantes y no en 1500.

## Ley deRégimen de Municipalidadesn.º 8126
La ley de Régimen de Municipalidades n.º 8126 reemplazó a la ley Orgánica de Municipalidades n.º 1349 y fue sancionada el 13 de noviembre de 2018 y promulgada el 17 de diciembre de 2018. Esta ley actualizó el régimen municipal provincial de acuerdo a las reformas de la constitución provincial de 1986 y 1998 y suprimió las categorías de municipios, desapareciendo así las comisiones municipales.

Art. 1. La presente Ley establece el Régimen de Municipalidades en los términos del artículo 174 último párrafo de la Constitución de la Provincia de Salta.

Art. 2. La presente Ley rige para los Municipios que no estén facultados para dictar su Carta Orgánica y en aquellos que estando facultados para hacerlo no lo hicieron.

Art. 45. El gobierno municipal está compuesto por un Cuerpo Legislativo, a cargo de un Concejo Deliberante y un Departamento Ejecutivo a cargo de un Intendente Municipal.
El Concejo Deliberante y el Intendente son elegidos por el pueblo de acuerdo a lo establecido por la Constitución de la Provincia y leyes vigentes.
Los miembros del Concejo Deliberante y el Intendente Municipal duran en sus funciones y se reeligen conforme lo dispuesto por la Constitución Provincial.

Art. 61. El Departamento Ejecutivo Municipal es ejercido por un vecino con el título de Intendente (...)

Art. 73. Los Municipios pueden establecer delegaciones municipales en las concentraciones poblacionales de su jurisdicción, las que estarán a cargo de un delegado.
El Intendente, designa a los delegados, quienes no están incluidos en la carrera administrativa municipal.
El Intendente remueve a los delegados por sí mismo.